# Фолимонов, Владимир Николаевич
Владимир Николаевич Фолимонов (1861—1919) — генерал-майор, герой русско-японской войны.

## Биография
Родился 17 июля 1861 года.
Начальное образование получил в Михайловской Воронежской военной гимназии.
1 сентября 1879 года поступил в Михайловское артиллерийское училище, из которого выпущен 7 августа 1882 года сотником во 2-ю конно-артиллерийскую батарею Забайкальского казачьего войска.
16 декабря 1889 года получил чин подъесаула и 23 ноября 23 ноября 1892 года произведён в есаулы. Примерно в это же время Фолимонов с оценкой «успешно» прошёл курс наук в Офицерской артиллерийской школе.
24 сентября 1898 Фолимонов был произведён в войсковые старшины и назначен командиром 2-й Забайкальской казачьей батареи. В этом качестве он принял участие в Китайском походе 1900 года. За отличия он в 1901 году был награждён орденом св. Станислава 2-й степени с мечами и в 1902 году произведён в полковники (со старшинством от 17 октября 1901 года).
Продолжая службу на Дальнем Востоке Фолимонов в 1904—1905 годах сражался с японцами, был контужен. Высочайшим приказом от 29 мая 1905 года он был награждён орденом св. Георгия 4-й степени
За то, что в бою 1-го октября 1904 года под сильным неприятельским огнём снялся с передков, открыл огонь и заставил замолчать неприятельскую батарею, в этот же день, когда наша пехота перешла в наступление, огнём своей батареи вторично заставил замолчать японскую батарею и тем способствовал пехоте выполнить свою задачу.
В 1906 году за отличия против японцев он был награждён орденом св. Анны 2-й степени с мечами.
31 октября 1906 года Фолимонов был назначен командиром 2-го дивизиона 8-й артиллерийской бригады, однако на этой должности находился менее полугода, поскольку 9 апреля 1907 года был уволен в запас.
9 августа 1908 года он вернулся на службу и был назначен командиром 1-го дивизиона 5-й резервной артиллерийской бригады. С 18 июля 1910 года Фолимонов состоял по артиллерии без должности. 10 марта 1912 года он был произведён в генерал-майоры и назначен командиром 27-й артиллерийской бригады.
Во время Первой мировой войны Фолимонов находился в 20-м армейском корпусе, который был окружён и разгромлен немецкими войсками под Августовым в феврале 1915 года. Фолимонов был захвачен в плен; отчислен от должности 31 марта 1915 года). Из плена Фолимонов вернулся уже по окончании войны и революции.
Скончался 6 декабря 1919 года.

## Награды
Среди прочих наград Фолимонов имел ордена св. Владимира 3-й степени (1910 год) и св. Станислава 1-й степени (1913 год).